# Флюоресцентна гібридизація in situ

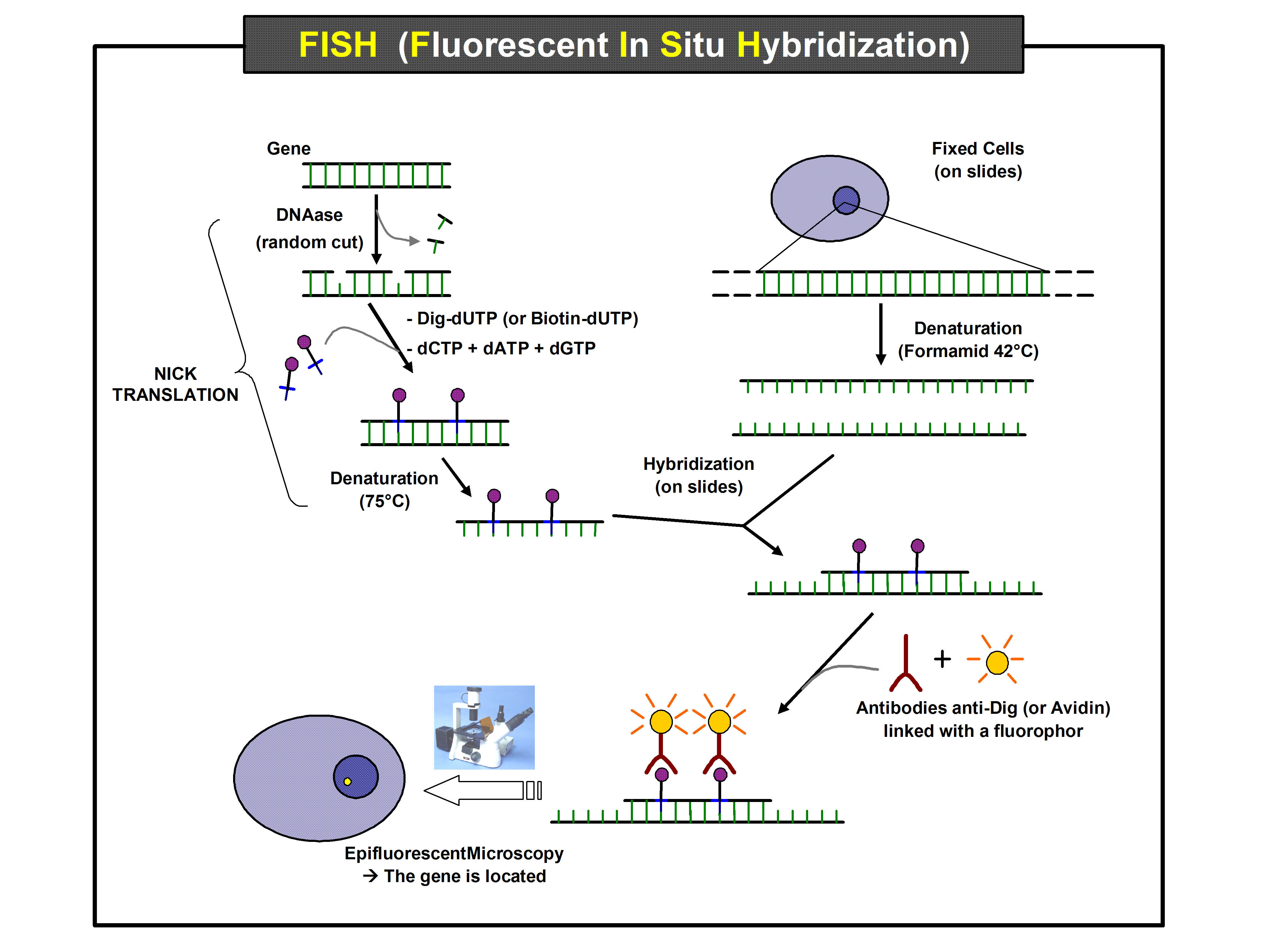
Схема FISH

Флюоресцентна гібридизація in situ (англ. Fluorescence in situ hybridization, FISH) — це цитогенетичний метод, який використовується для визначення і локалізації певної послідовності ДНК на хромосомі. Для досягнення цієї мети використовуються спеціальні гібридизаційні ДНК-зонди з флюоресцентними властивостями та комплементарні до певної ділянки ДНК. Використання FISH дозволяє визначати різноманітні хромосомні аномалії: делеції, транслокації, ампліфікації, тощо.

## Зонди
Для виконання FISH застосовують ДНК та РНК зонди, для візуалізації відповідно послідовностей в ДНК або РНК. Часто зонди синтезують з ізольованих фрагментів ДНК.

## Посилання

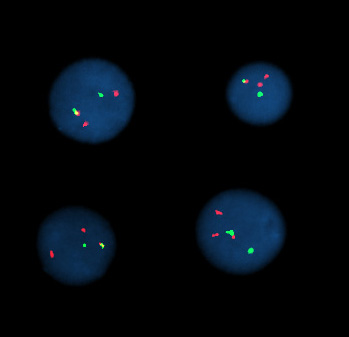
Інтерфазні клітини, в яких візуалізовано хромосомна перестановка t(9;22) за допомогою FISH